# Список персонажей телесериала «Джессика Джонс»

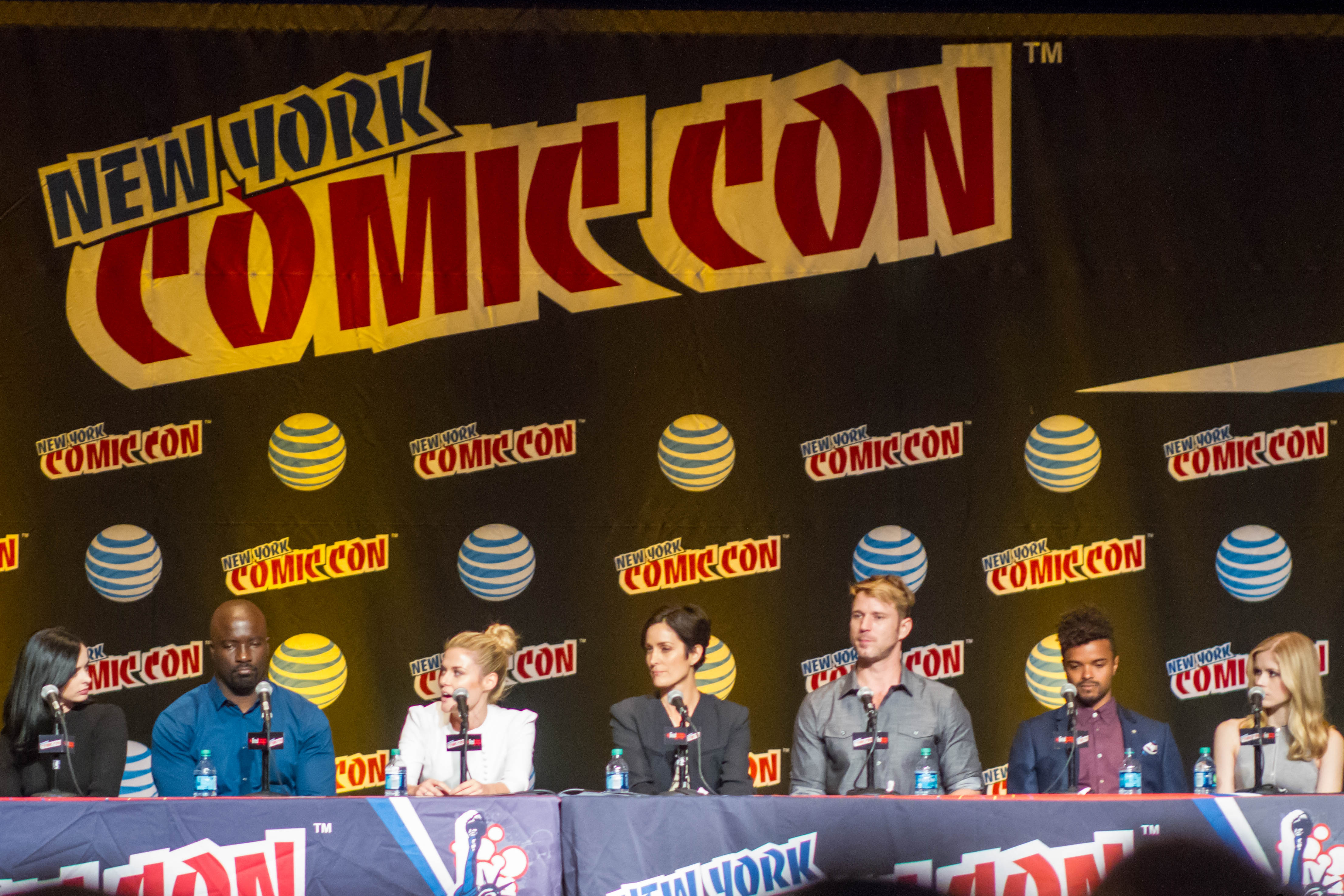
Основные члены актёрского состава (л-п) Риттер, Колтер, Тейлор, Мосс, Трэвэл, Дарвилл и Мориарти на New York Comic Con в 2015 году.

«Джессика Джонс» — американский интернет-сериал, созданный для Netflix Мелиссой Розенберг на основе одноимённого персонажа Marvel Comics. Действие происходит в Кинематографической вселенной Marvel (КВМ), разделяя непрерывность с фильмами франшизы, и он является вторым в серии шоу, которые ведут к сериалу-кроссоверу «Защитники». В сериале снимаются Кристен Риттер в роли Джессики Джонс, а также Рэйчел Тейлор, Эка Дарвилл и Кэрри-Энн Мосс. Майк Колтер, Уил Трэвэл, Эрин Мориарти и Дэвид Теннант присоединяются к ним в первом сезоне, в то время как Дж. Р. Рамирес, Терри Чен, Лия Гибсон и Джанет Мактир присоединяются к ним во втором; Бенджамин Уокер, Сарита Чоудхури, Джереми Бобб и Тиффани Мак присоединяются к третьему сезону. В дополнение к оригинальным персонажам, несколько других персонажей, основанных на различных работах Marvel, также появляются на протяжении всего сериала.

## Участие
| Персонаж                 | Актёр                  | Появления                    | Появления          | Появления          | Появления          |
| Персонаж                 | Актёр                  | Первый эпизод                | Сезон 1            | Сезон 2            | Сезон 3            |
| Основные персонажи       | Основные персонажи     | Основные персонажи           | Основные персонажи | Основные персонажи | Основные персонажи |
| ------------------------ | ---------------------- | ---------------------------- | ------------------ | ------------------ | ------------------ |
| Джессика Джонс           | Кристер Риттер         | «Дамский вечер»              | Постоянно          | Постоянно          | Постоянно          |
| Люк Кейдж                | Майк Колтер            | «Дамский вечер»              | Постоянно          | Does not appear    | Гость              |
| Триш Уокер Адская Кошка  | Рэйчел Тейлор          | «Дамский вечер»              | Постоянно          | Постоянно          | Постоянно          |
| Уилл Симпсон             | Уил Трэвэл             | «Это называется виски»       | Постоянно          | Гость              | Does not appear    |
| Хоуп Шлоттман            | Эрин Мориарти          | «Дамский вечер»              | Постоянно          | Does not appear    | Does not appear    |
| Малкольм Дюкасс          | Эка Дарвилл            | «Дамский вечер»              | Постоянно          | Постоянно          | Постоянно          |
| Джери Хогарт             | Кэрри-Энн Мосс         | «Дамский вечер»              | Постоянно          | Постоянно          | Постоянно          |
| Килгрейв Кевин Томпсон   | Дэвид Теннант          | «Дамский вечер»              | Постоянно          | Гость              | Гость              |
| Оскар Арочо              | Дж. Р. Рамирес         | «Начнём сначала»             | Does not appear    | Постоянно          | Гость              |
| Прайс Ченг               | Терри Чен              | «Начнём сначала»             | Does not appear    | Постоянно          | Does not appear    |
| Инес Грин                | Лия Гибсон             | «Да поможет Господь бродяге» | Does not appear    | Постоянно          | Does not appear    |
| Алиса Джонс              | Мириам Шор             | «Что бы сделала Джессика?»   | Гость              | Does not appear    | Does not appear    |
| Алиса Джонс              | Джанет Мактир          | «Единственная выжившая»      | Does not appear    | Постоянно          | Does not appear    |
| Эрик Гелден              | Бенджамин Уокер        | «Идеальный бургер»           | Does not appear    | Does not appear    | Постоянно          |
| Кит Лионн                | Сарита Чоудхури        | «Идеальный бургер»           | Does not appear    | Does not appear    | Постоянно          |
| Грегори Сэллинджер       | Джереми Бобб           | «Идеальный бургер»           | Does not appear    | Does not appear    | Постоянно          |
| Зайя Оконджо             | Тиффани Мак            | «Идеальный бургер»           | Does not appear    | Does not appear    | Постоянно          |
| Второстепенные персонажи |                        |                              |                    |                    |                    |
| Пэм                      | Сьюзи Абромейт         | «Дамский вечер»              | Повторяющаяся      | Does not appear    | Does not appear    |
| Венди Росс-Хогарт        | Робин Вайгерт          | «Дамский вечер»              | Повторяющаяся      | Does not appear    | Does not appear    |
| Николь                   | Николь Яаннетти        | «Дамский вечер»              | Повторяющаяся      | Гость              | Does not appear    |
| Рубен                    | Киран Малкейр          | «Краш-синдром»               | Повторяющийся      | Does not appear    | Does not appear    |
| Оскар Клемонс            | Кларк Питерс           | «Краш-синдром»               | Повторяющийся      | Does not appear    | Does not appear    |
| Робин                    | Колби Минифи           | «Краш-синдром»               | Повторяющаяся      | Does not appear    | Does not appear    |
| Клэр                     | Даниэль Ферланд        | «99 друзей»                  | Повторяющаяся      | Does not appear    | Does not appear    |
| Эмма                     | Джиллиан Гласко        | «99 друзей»                  | Повторяющаяся      | Does not appear    | Does not appear    |
| Джексон                  | Райан Фаррелл          | «99 друзей»                  | Повторяющийся      | Does not appear    | Does not appear    |
| Дональд                  | Пол Прайс              | «99 друзей»                  | Повторяющийся      | Does not appear    | Does not appear    |
| Луиз Томпсон             | Лиза Эмери             | «99 друзей»                  | Повторяющаяся      | Does not appear    | Does not appear    |
| Дороти Уокер             | Ребекка Де Морнэй      | «Отборные извращенцы»        | Гость              | Повторяющаяся      | Повторяющаяся      |
| Альберт Томпсон          | Майкл Сиберри          | «Что бы сделала Джессика?»   | Повторяющийся      | Does not appear    | Does not appear    |
| Гриффин Синклер          | Хэл Озсан              | «Начнём сначала»             | Does not appear    | Повторяющийся      | Does not appear    |
| Стивен Беновиц           | Мори Гинзберг          | «Начнём сначала»             | Does not appear    | Повторяющийся      | Гость              |
| Видо Арочо               | Кевин Чакон            | «Начнём сначала»             | Does not appear    | Повторяющийся      | Гость              |
| Эдди Коста               | Джон Вентимилья        | «Несчастный случай»          | Does not appear    | Повторяющийся      | Повторяющийся      |
| Рут Сандэй               | Лиза Тарпс             | «Несчастный случай»          | Does not appear    | Повторяющаяся      | Does not appear    |
| Карл Малус               | Каллум Кит Ренни       | «Осьминог»                   | Does not appear    | Повторяющийся      | Does not appear    |
| Шейн Райбек              | Иден Мерришоу          | «Разве нам не весело»        | Does not appear    | Повторяющийся      | Does not appear    |
| Чар                      | Рэйчел Маккион         | «Плейленд»                   | Does not appear    | Гость              | Повторяющаяся      |
| Джиллиан                 | Аниш Шет               | «Идеальный бургер»           | Does not appear    | Does not appear    | Повторяющаяся      |
| Грейс                    | Джессика Фрэнсис Дьюкс | «Идеальный бургер»           | Does not appear    | Does not appear    | Повторяющаяся      |
| Брианна Гелден           | Джейми Ньюманн         | «Я желаю»                    | Does not appear    | Does not appear    | Повторяющаяся      |

## Главные герои

### Джессика Джонс

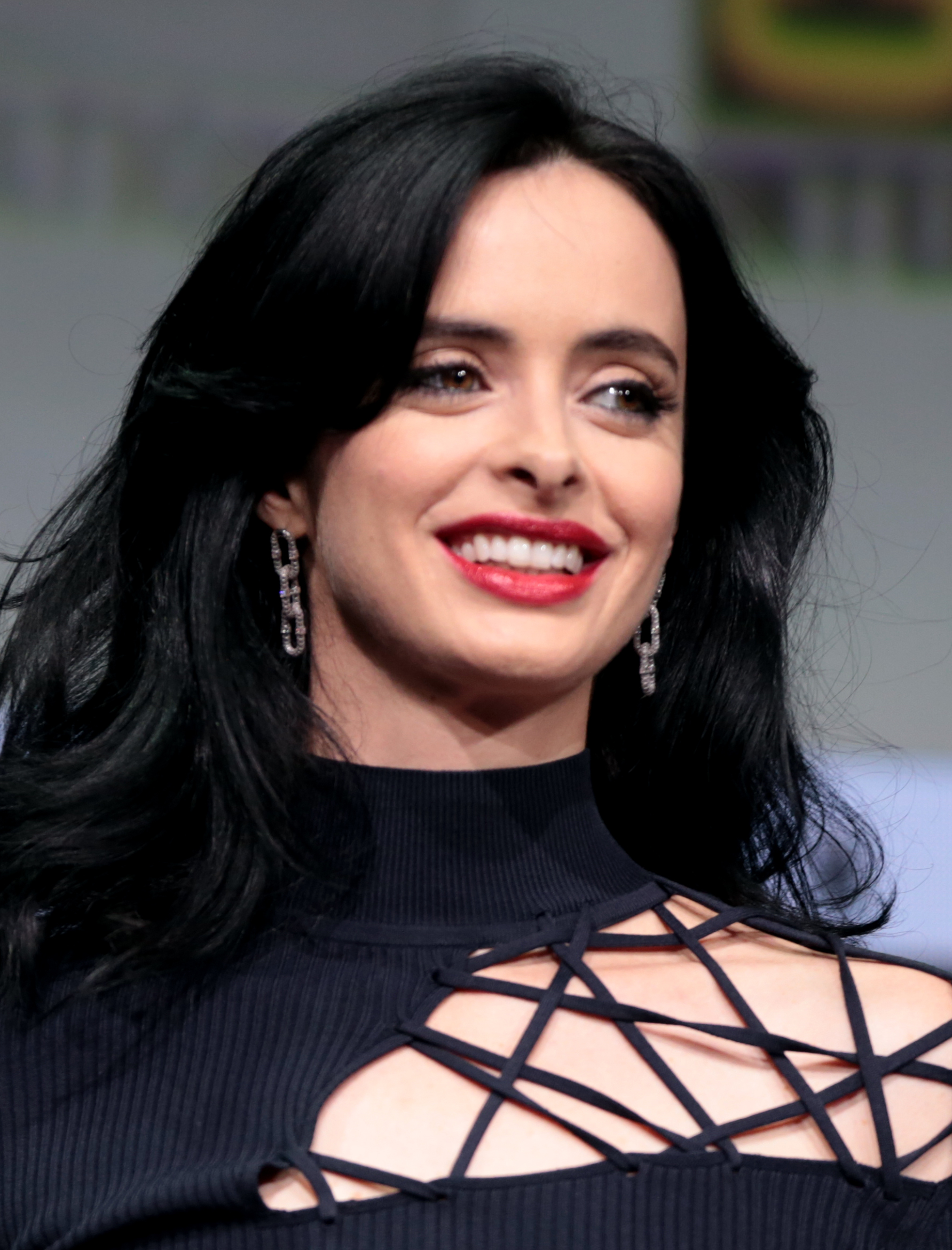
Кристен Риттер

Джессика Джонс (актриса — Кристен Риттер) — бывшая супергероиня со способностями к сверхчеловеческой силе и полёту, страдающая от посттравматического стрессового расстройства, которая открывает собственное детективное агентство «Alias Investigations».
К ноябрю 2014 года Риттер, Александра Даддарио, Тереза Палмер, Джессика Де Гау и Марин Айрленд проходили пробы на роль Джессики Джонс, причём Риттер проходила прослушивание с октября и она самой первой в списке исполнительного продюсера и шоураннера Мелиссы Розенберг на роль Джонс, даже когда Розенберг ранее разрабатывала сериал для ABC. В следующем месяце Риттер взяли на эту роль. Риттер и Палмер были окончательными кандидатами, и оба проходили прослушивание напротив Майка Колтера, чтобы проверить химию. Риттер заявила, что она прочитала Alias при подготовке к роли и выразила восхищение работой с Розенберг. Говоря об адаптации персонажа из комиксов, Джеф Лоуб заявил: «„Джессика Джонс“ основана на гораздо более взрослом комиксе. Исходный материал появился именно таким образом. У неё реальные проблемы со многими вещами, которыми она злоупотребляет! И мы не уклоняемся от этого. Её невозможно привести в порядок». Риттер назвала исполнение роли этого персонажа «самой большой актёрской задачей» в своей карьере и высоко оценила развитие персонажа. Она объяснила, что, когда она играла этого персонажа, она «многое взяла из комиксов, потому что она так хорошо нарисована. У нас есть несколько реплик, взятых из комиксов, но потом есть сценарий — она так же разработана для телевидения, как и в комиксах». Риттер набрала 10 фунтов (4,5 кг) мускулатуры для этой роли и тренировалась в течение двух месяцев перед началом съёмок. Элизабет Капуччино исполняла роль юной Джессики.
Художнику по костюмам сериала Стефани Маслански в первом эпизоде помогала Дженн Роджин, которая создала кожаную куртку, потёртые джинсы и ботинки Джессики Джонс. Говоря о костюме Джессики, Маслански сказала, что она «считает её одежду бронёй и щитом, чем-то, что помогает ей сохранять дистанцию от других людей и уединение. Это избавляет её от необходимости определённым образом общаться с остальным человечеством». Было изготовлено по меньшей мере 10 версий куртки Джессики, которая начиналась как кожаная мотоциклетная куртка Acne Studios, из которой были удалены все «навороты и любые дополнительные лишние детали дизайна», в то время как было использовано 20 пар джинсов, причём и куртки, и джинсы были старыми и потёртыми.
Риттер описала эту героиню, сказав, что «она ведёт себя очень странно, она очень груба по краям, суха, саркастична и иногда ведёт себя как полная коза. Но я думаю, что в глубине души она хороший человек». Сравнивая персонажа с Мэттом Мёрдоком из «Сорвиголовы», Розенберг сказала: «Это очень разные персонажи. Джессика занимается оплатой аренды и привлечением следующего клиента. Она имеет дело с довольно тёмным прошлым. Она пытается пережить этот день. Она не особо пытается спасти город. Она пытается спасти свою квартиру. В глубине души она действительно что-то разделяет с Мэттом Мёрдоком, и он немного лучше осознаёт это, что она хочет сделать что-то хорошее. Она хочет внести свой вклад в развитие мира. Но у неё много личностных проблем, которые могут помешать этому. … Мэтт Мёрдок изучал боевые искусства. Он обладает экстраординарными боевыми навыками. Джессика Джонс — дебошир. Она напивается, она злится, и бум, ты проиграл. Она не носит костюма. У неё нет маски. Она просто такая, какая она есть. Она чрезвычайно прямолинейный человек, и это относится и к действию».
Риттер была номинирована в категории «лучшая актриса в драматическом сериале» за роль Джонс на 6-ю церемонии премии «Выбор критиков».

### Люк Кейдж

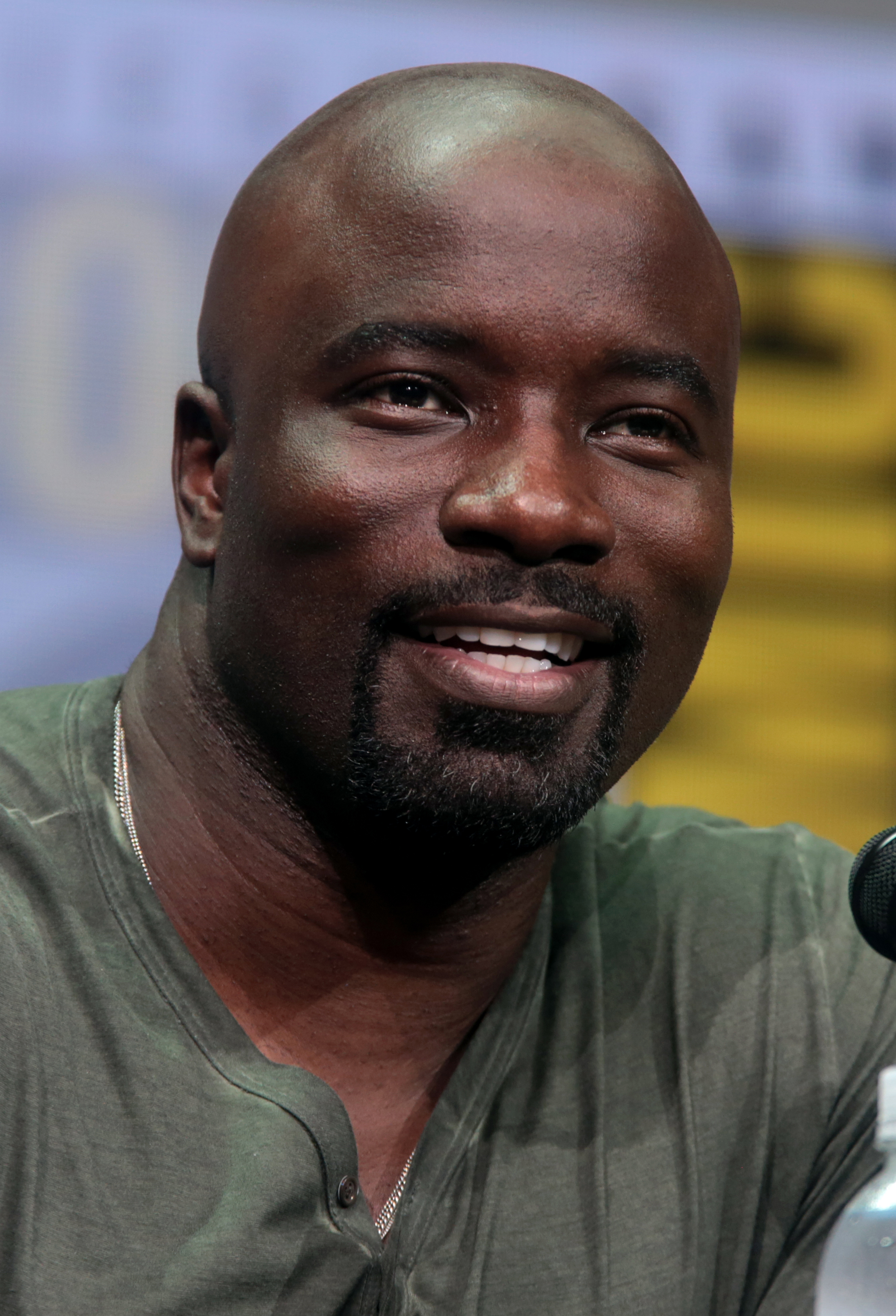
Майк Колтер

Люк Кейдж (актёр — Майк Колтер) — человек со сверхчеловеческой силой и непробиваемой кожей, с таинственным прошлым, с которым Джонс сталкивается в ходе расследования и который сильно меняет её жизнь.
В ноябре 2014 года Лэнс Гросс, Колтер и Клео Энтони претендовали на роль Люка Кейджа, которая была запланирована как повторяющаяся роль в сериале, прежде чем он станет главным героем сериала «Люк Кейдж». Колтер был утверждён на роль в следующем месяце, подписавшись на этот и другие сериалы, не читая никаких сценариев, и будучи привлечённым к сериалу из-за его возможности исследовать персонажа, чего, по его мнению, не хватало в фильмах КВМ. Для этой роли он набрал 30 фунтов (14 кг) мускулатуры. Розенберг отметила, что, поскольку у Кейджа есть свой собственный сериал, посвящённый изучению того, кто он такой, она представляет его как «немногословного человека», а не пытается сказать что-либо о том, кто он такой в частности. Колтер был доволен и удивлён тем, что зрители «поняли» персонажа, поскольку Люк «был немногословным человеком с большим количеством подтекста», что «было освежающим, потому что мы подходили к этому персонажу так, чтобы он говорил мало, но говорил о многом из-за их общей истории. Я чувствовал, что люди улавливают тонкости». Когда Лоуб описывал Колтеру этого персонажа, он сказал: «Люку не нужно ни в чём сильно стараться. Всё само собой происходит». Это помогло Колтеру сформировать персонажа, наряду с использованием его противоположного личного опыта — необходимости упорно трудиться ради всего. Колтер также приписывает заслуги Розенберг и С. Дж. Кларксон за то, что они помогли ему «встать на правильный путь» с персонажем в ранних эпизодах. Маслански чувствовала, что Кейдж также был человеком, «который носит свою одежду как доспехи», а его гардероб состоял из футболок, джинсов, кожаных курток или армейской куртки.
Колтер описал этого персонажа как «героя района, очень сильно связанного с Нью-Йорком и Джессикой Джонс. [Он] более мрачный, суровый, более осязаемый персонаж, чем Железный человек или Тор. Он любит держать всё близко к сердцу, действовать в режиме секретности. У него есть эти способности, но он не уверен, как и когда их использовать». Лоуб сказал, что этот персонаж «важен для шоу, и он, безусловно, важен для истории Джессики Джонс и того, кто она такая. Это была бы не „Джессика Джонс“, если бы вы, по крайней мере, не поняли, как Люк повлиял на её жизнь и где она сейчас находится». Он также добавил, что сериал показывает Люка Кейджа «не совсем в середине, но в начале середины» его истории, и что „Люк Кейдж“ позволяет Marvel «рассказать большую часть истории, которая произошла до, и большую часть истории, которая произошла после».

### Триш Уокер / Адская Кошка

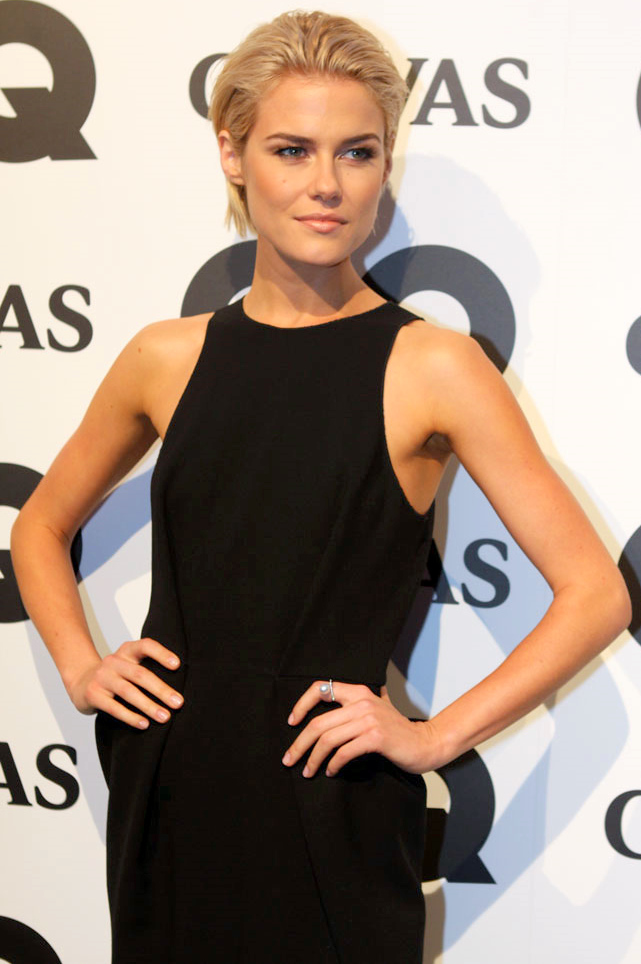
Рэйчел Тейлор

Патриша «Триш» Уокер (актриса — Рэйчел Тейлор) — бывшая модель и детская звезда, известная как «Пэтси», которая является приёмной сестрой и лучшей подругой Джонс, а теперь работающая радиоведущей. Триш изображена как главный антагонист третьего сезона «Джессики Джонс» в качестве серийной убийцы-линчевателя «Адской Кошки».
Тейлор получила роль в январе 2015 года. Роль лучшей подруги Джонс предназначалась героине Кэрол Дэнверс, когда Розенберг разрабатывала сериал на ABC, но была заменена на Уокер из-за меняющейся природы КВМ и того, что Дэнверс появится в её собственном фильме. Розенберг в конечном счёте пришла к выводу, что это «гораздо более уместным… было лучше, чтобы лучшая подруга [Джессики] не была наделена способностями. На самом деле это становится для неё действительно отличным зеркалом». Говоря о персонаже, Лоуб сказал: «Что наиболее важно, так это отношения между ней и Джессикой, и как эти две женщины, которые в некотором смысле являются сёстрами, с точки зрения их дружбы, могли быть такими разными и в то же время верить в одни и те же вещи. Вопрос о том, что значит быть героем, и об ответственности, которая на тебя ложится, когда у тебя есть способности, — это то, что сближает их, но в то же время постоянно отдаляет друг от друга. Я думаю, нам очень повезло, что Мелисса является сценаристкой, потому что она действительно понимает, что такое дружба с женщиной, и то, как две женщины на самом деле могут быть соперничающими и дружелюбными, любить друг друга и ненавидеть друг друга, и иметь общую историю». Тейлор добавила, что Джессика «была первым человеком, которому было наплевать на внешность Пэтси Уокер или Триш Уокер. Она была первым человеком, который увидел её такой, какая она есть на самом деле». Кэтрин Блэйдс исполнила роль юной Триш.
Чтобы подготовиться к роли, Тейлор «изучила группу детей-звёзд» и определила, «что основной источник [их] вреда исходит от ощущения, что их любят за то, что они делают, а не за то, кто они есть. Материнская/отцовская, семейная любовь или любой другой вид любви зависит от того, насколько они успешны, зарабатывают деньги, блистательны, знамениты, что бы это ни было». О многочисленных псевдонимах, которыми Триш пользуется в сериале, Тейлор сказала: «У Триш их несколько. Я думаю, что какая-то её часть является альфой, и на самом деле, если бы у неё были такие способности, как у Джессики, она, вероятно, была бы президентом США в том мире или что-то в этом роде. Она зашла бы в этом так далеко, как только могла, потому что это в ней есть».

### Уилл Симпсон

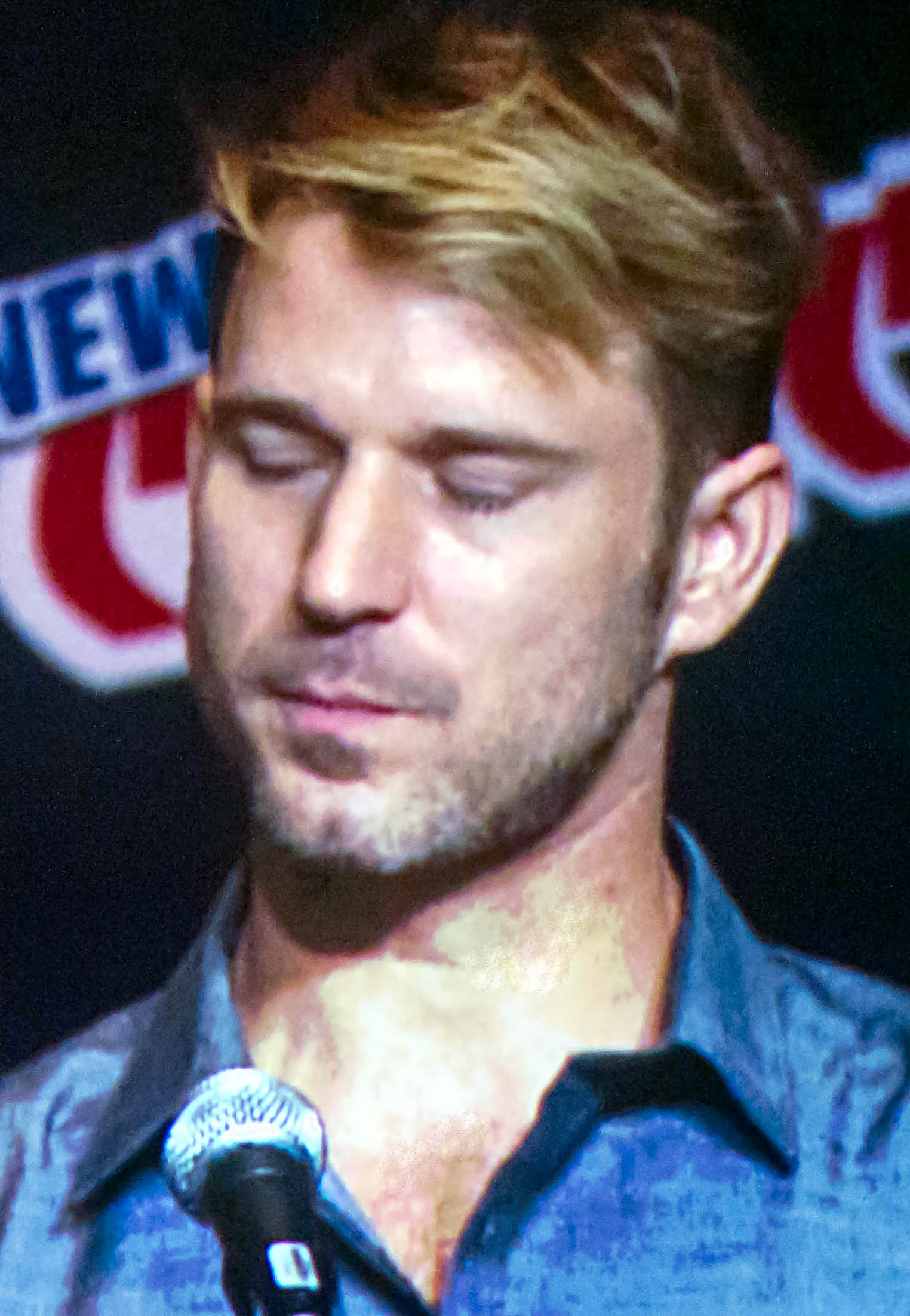
Уил Трэвэл

Уилл Симпсон (актёр — Уил Трэвэл) — сержант полиции Нью-Йорка, который очень серьёзно относится к своей работе. Позже он был убит Алисой Джонс.
Трэвэл присоединился к актёрскому составу в феврале 2015 года. Он чувствовал, что Симпсон видит всё в «чёрно-белом цвете» и что «правосудие может быть легко восстановлено», в отличие от Джессики, которая «имеет дело с серым миром», что приводит к трениям между ними. Трэвэл описал персонажа как «изобретённого заново» и «изменённого по форме» для сериала по сравнению с персонажем из комиксов, где персонаж известен как Фрэнк Симпсон, поскольку с персонажем комикса было «немного слишком сложно справиться. [Он] был просто психованным сумасшедшим парнем».

### Хоуп Шлоттман

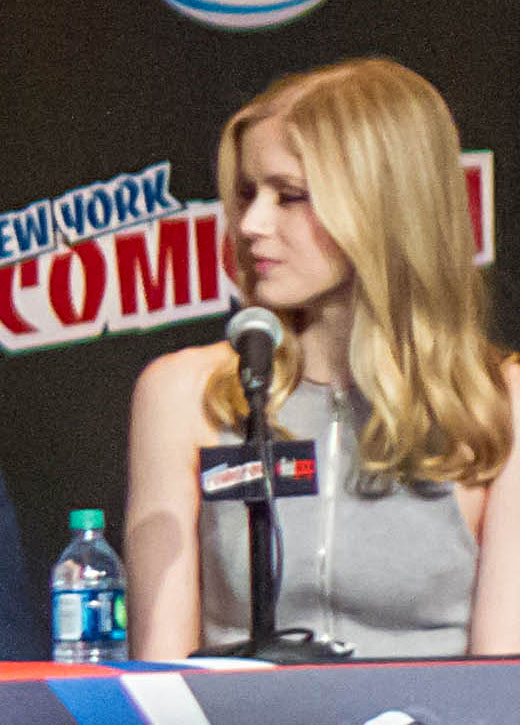
Эрин Мориарти

Хоуп Шлоттман (актриса — Эрин Мориарти) — студентка-спортсменка, посещающая Нью-Йоркский университет, которая является клиентом Alias Investigations, после того как её родители наняли Джессику для поиска их пропавшей дочери. Позже Килгрейв заставил её убить своих родителей, и доказательство её невиновности становится целью Джессики на протяжении большей части первого сезона; за это время Хоуп обнаруживает, что она забеременела от Килгрейва, когда была его рабыней, после чего у неё произошёл аборт. Измученная всем происходящим и чувствуя, что стремление Джессики помочь ей привело к тому, что Килгрейв разрушил ещё больше жизней, она добровольно сводит счёты с жизнью, чтобы убедиться, что Джессике ничто не помешает остановить Килгрейва навсегда.
Мориарти присоединилась к актёрскому составу в феврале 2015 года. Она назвала свою героиню «полной противоположностью» Джессике Джонс, описав Хоуп как «полностью американскую девушку, [невинную и] действительно искреннюю». На протяжении сериала между ними возникает связь, и Джессика становится защитницей Хоуп из-за общего опыта, который они получили с Килгрейвом.

### Малкольм Дюкасс

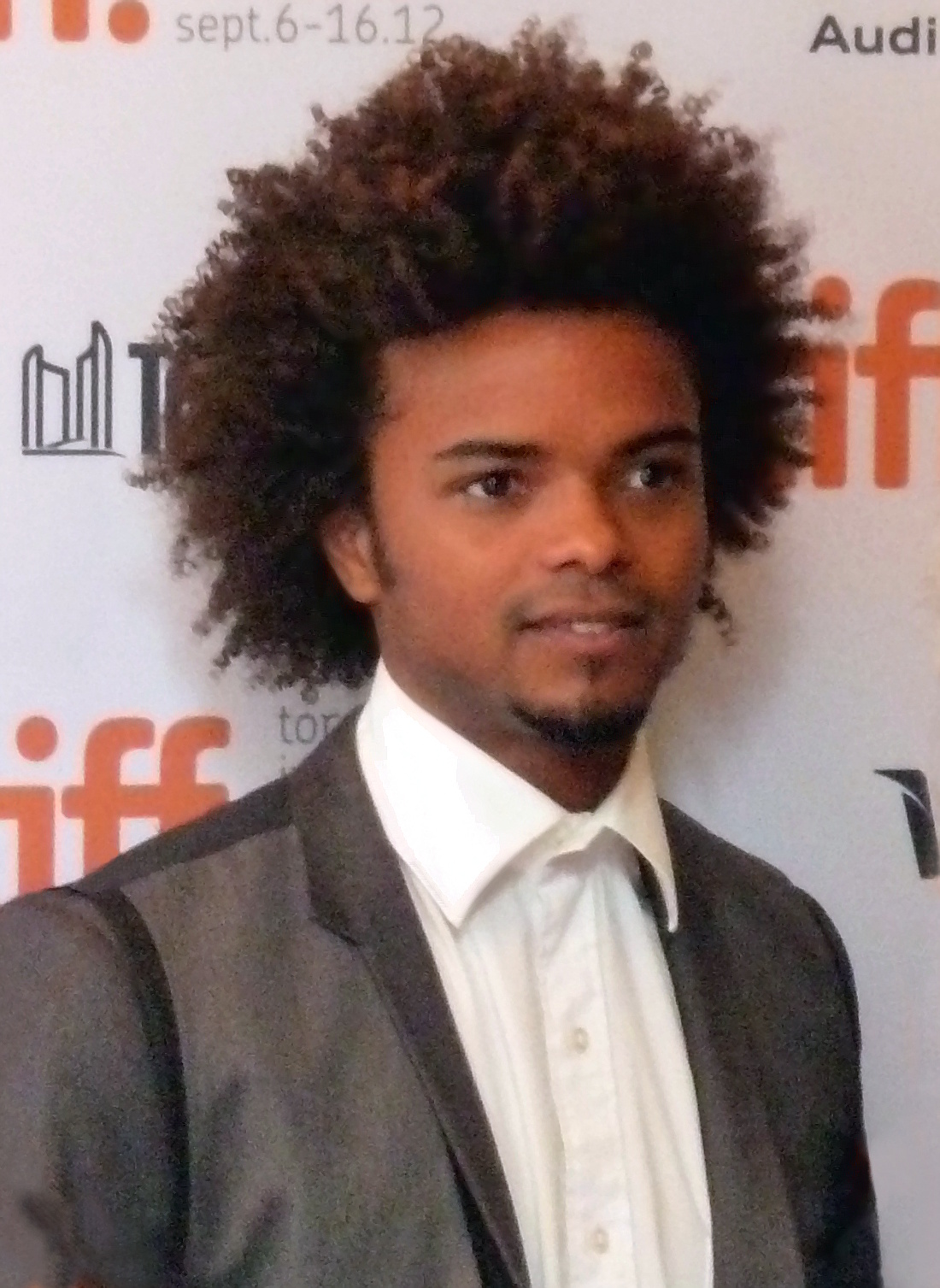
Эка Дарвилл

Малкольм Дюкасс (актёр — Эка Дарвилл) — сосед Джонс, который борется с наркотической зависимостью, в результате чего его личное путешествие переплетается с её собственным.
Дарвилл присоединился к актёрскому составу в феврале 2015 года. Он заявил, что Малкольм был новым персонажем для сериала, хотя и вдохновлённым «второстепенными персонажами» из комиксов. Он также счёл, что играть персонажа с наркотической зависимостью «было довольно напряжённо и мрачно» и что отношения Малкольма с Джессикой «похожи на переменчивые отношения между жертвой и спасителем… гораздо больше [похоже на брата или сестру], чем на что-либо другое».

### Джери Хогарт

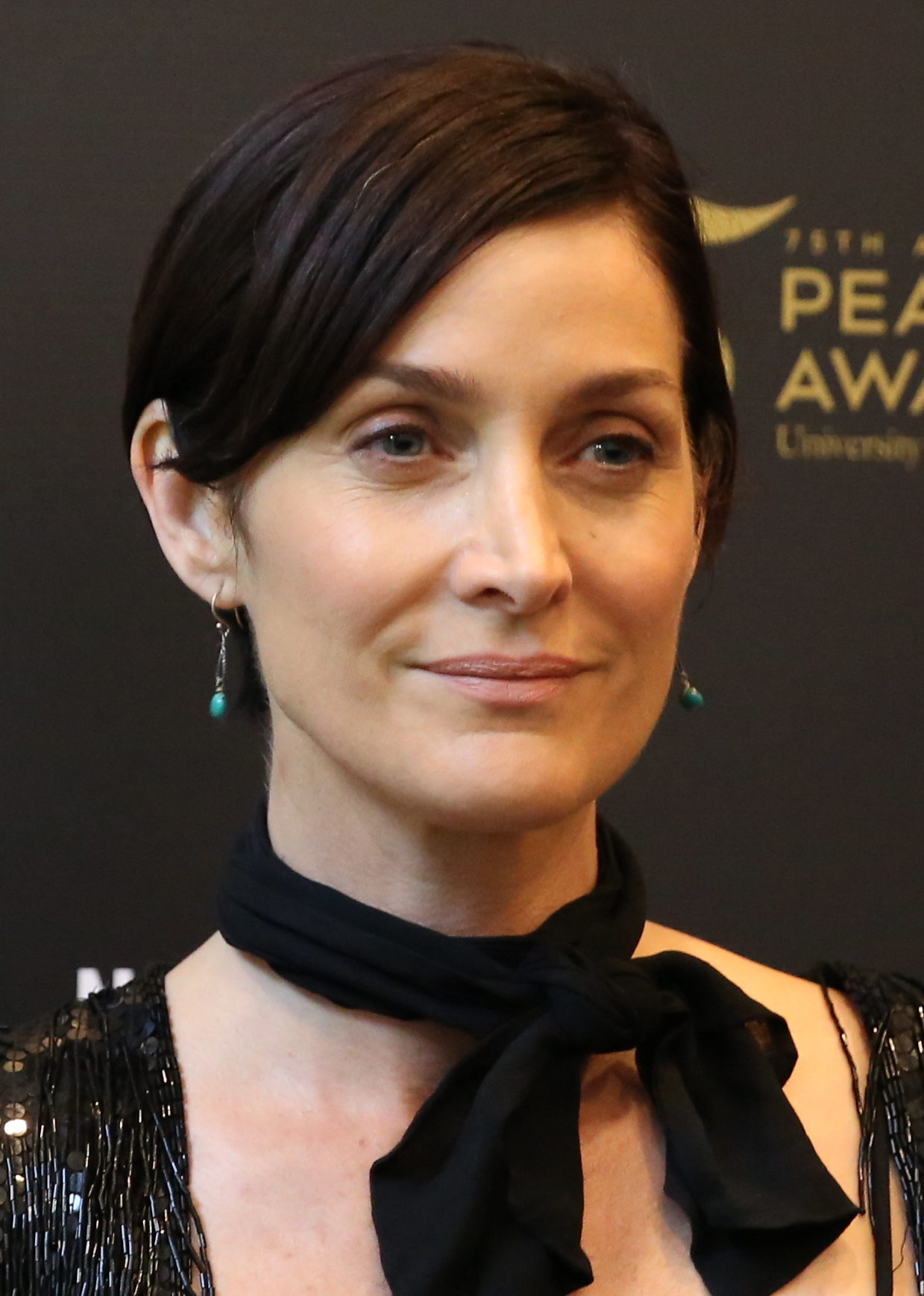
Кэрри-Энн Мосс

Джерин «Джери» Хогарт (актриса — Кэрри-Энн Мосс) — адвокат и потенциально могущественный союзник Джонс, которая нанимает Джонс для ведения дел.
В феврале 2015 года было объявлено, что Мосс стала членом актёрского состава, а в октябре стало известно, что её персонаж является версией персонажа Джерина Хогарта из комиксов, причём пол персонажа был изменён (с мужского на женский). Персонажа также сделали лесбиянкой. Мосс подписалась на участие в сериале после прочтения первых двух сценариев, когда Лоуб и Розенберг предложили ей роль. Мосс описала эту героиню, сказав, что «она свирепая, она сильная, она властная, и ей нравится эта власть». Она работала «по несколько дней в каждом эпизоде», что позволило ей развивать персонажа на протяжении всего сериала, в то же время не зная, каким станет персонаж, когда она будет играть каждый момент, что, по её словам, было реальной жизнью.
Мосс вновь исполнила свою роль во втором сезоне «Сорвиголовы» и в «Железном кулаке». Сравнивая этот опыт со своей гораздо более расширенной ролью в «Джессике Джонс», Мосс сказала: «Вы хотите прийти и получить что-то мощное. Что касается „Джессики Джонс“, то именно там я получаю такой опыт. С другими шоу я получаю удовольствие».

### Кевин Томпсон / Килгрейв

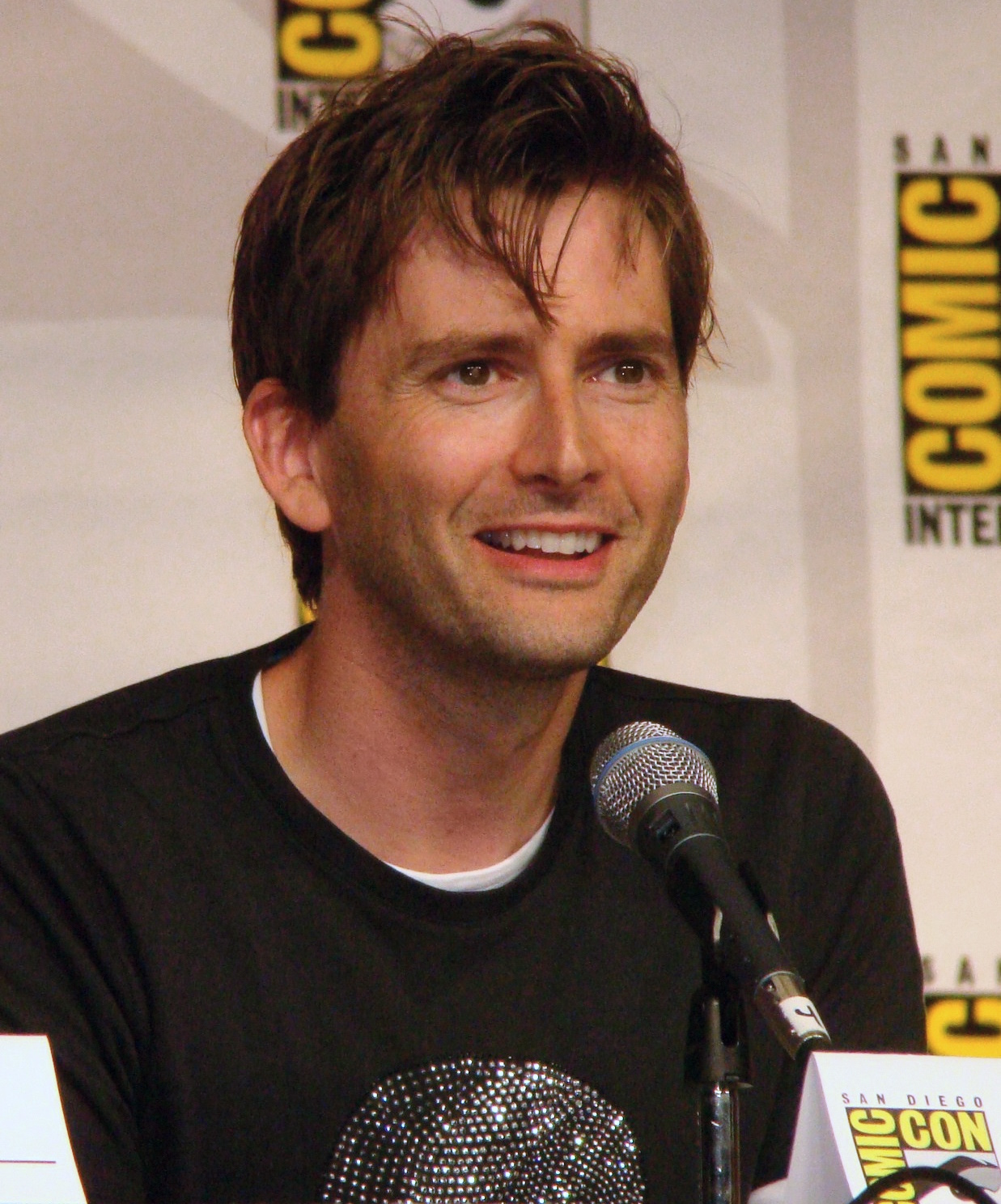
Дэвид Теннант

Кевин «Килгрейв» Томпсон (актёр — Дэвид Теннант) — таинственный мужчина из прошлого Джонс, который может управлять сознанием и чьё повторное появление переворачивает её жизнь. Он родился с нервным заболеванием, и в детстве над ним ставили эксперименты, в результате которых он заразился воздушно-капельным вирусом, который наделил его способностями. Позже он сменил своё имя на Килгрейв.
Розенберг заявила, что Теннант был её выбором на роль этого персонажа, когда сериал первоначально разрабатывался для ABC, но в то время он был недоступен, поэтому продюсеры позаботились о том, чтобы «добиться его», когда сериал перешёл на Netflix. Чтобы привлечь Теннанта к этой версии сериала, Розенберг и Лоуб поговорили с ним и передали ему сценарии для первых двух эпизодов (в которых Килгрейв появляется нечасто) и черновики некоторых сцен из последующих частей сериала, в том числе флэшбэка, где Килгрейв и Джонс впервые встречаются. Теннант получил роль в январе 2015 года. Маслански, которая изначально планировала сшить костюмы Килгрейва, использовала множество костюмов, созданных дизайнером Полом Смитом из предыдущего модного сезона для него, поскольку Смит «был помешан на фиолетовом». Что касается его нарядов, Маслански добавила, что дизайнеры «хотели найти место, где мы могли бы использовать одежду фиолетовых оттенков, но не перегибать палку, чтобы это не выглядело глупо и чтобы он не переставал чувствоваться зловещим». Джеймс Фридсон-Джексон исполнял роль молодого Килгрейва.
Теннант заявил: «Килгрейв — классический персонаж, который подвергается насилию и поэтому поддерживает насилие. Это был просто ужасный, ужасный цикл». Лоуб назвал Килгрейва «ужасным человеком, который не считает себя ужасным» и сравнил его с Уилсоном Фиском в исполнении Винсента Д’Онофрио в «Сорвиголове», сказав: «Будут моменты [при просмотре „Сорвиголовы“], когда тебе будет некомфортно, потому что ты не совсем болеешь за Мэтта, ты вроде как болеешь за Уилсона, и это то же самое, что вы найдёте в „Джессике“. Будут моменты, когда некоторые вещи, которые она делает, будут довольно сомнительными. И некоторые вещи, которые, когда вы узнаёте о персонаже Килгрейва и о том, как Дэвид Теннант играет этого персонажа, действительно экстраординарны». Теннант отметил, что поначалу идея контроля сознания кажется «довольно броской, вроде идеи из комиксов», но на самом деле «идея о том, что все должны подчиняться любой вашей прихоти и что никто никогда не должен вам противоречить, что вы можете иметь всё, что захотите, когда захотите....на первый взгляд это довольно вдохновляюще и желанно, но сам факт этого приводит в ужас, потому что у вас никогда ни с кем не могло бы быть настоящих человеческих отношений… это начинает касаться того, какую личность это создало бы, каким человеком это сделало бы вас, как это загрязнило бы ваше мировоззрение».

### Оскар Арочо

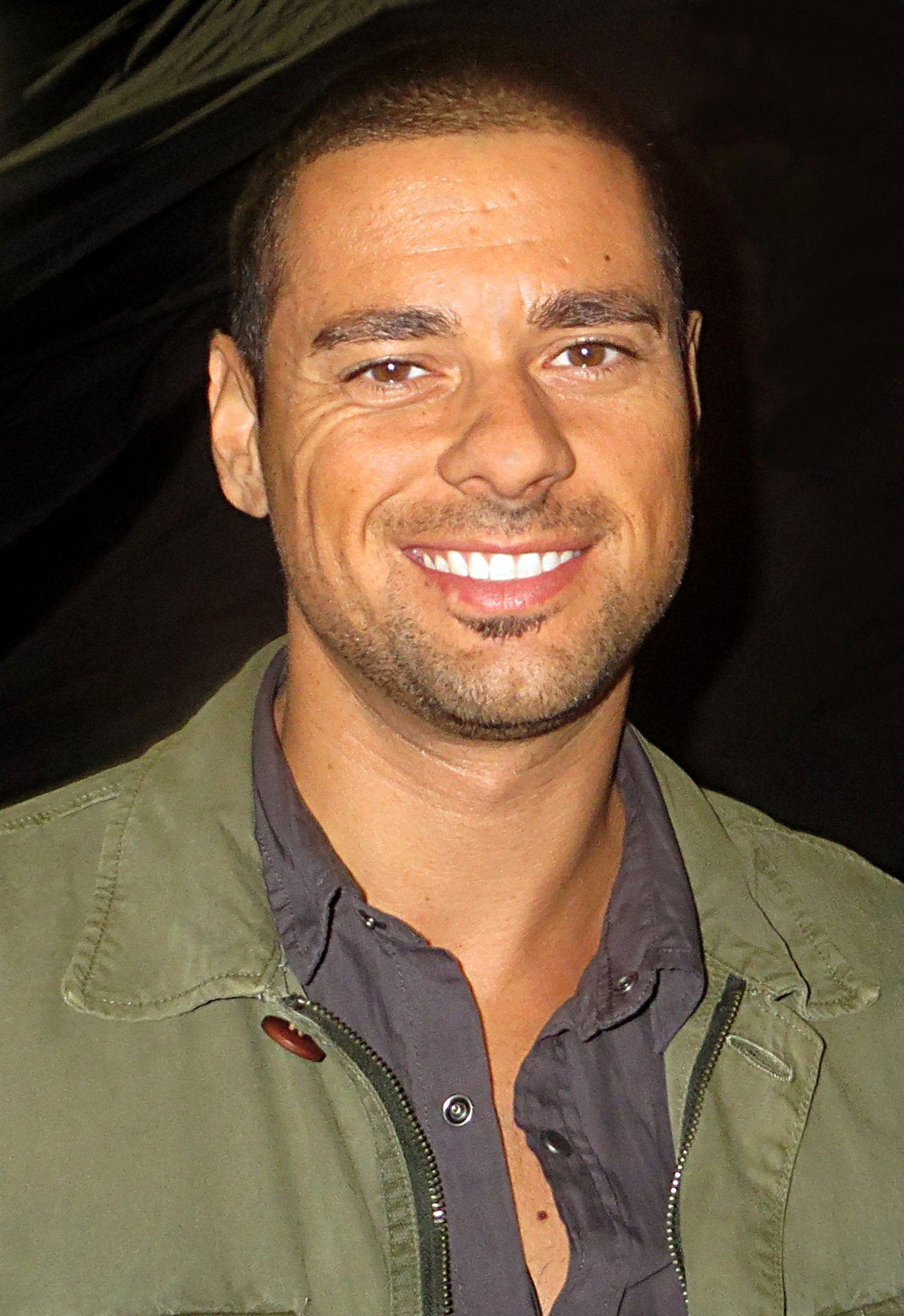
Дж. Р. Рамирес

Оскар Арочо (актёр — Дж. Р. Рамирес) — новый управляющий зданием Джонс и отец-одиночка, чей сын влюбляется в Джонс и её способности.
Рамирес получил роль в марте 2017 года, о чём стало известно в июле после показа смерти его персонажа в сериале «Власть в ночном городе».

### Прайс Ченг
Прайс Ченг (актёр — Терри Чен) — конкурирующий частный детектив.

### Инес Грин

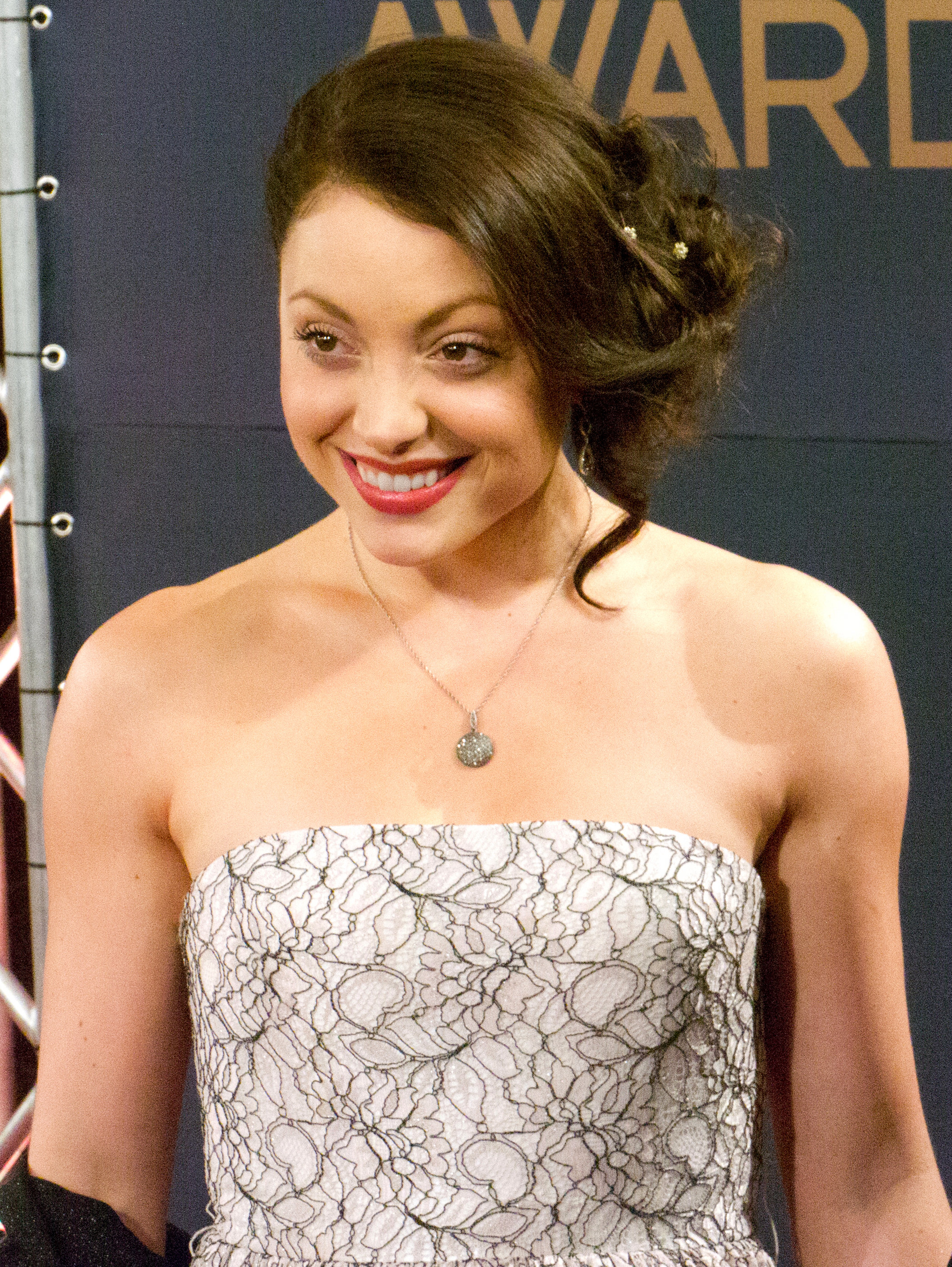
Лия Гибсон

Инес Грин (актриса — Лия Гибсон) — «уличная» медсестра.
Гибсон получила роль Инес в июле 2017 года.

### Алиса Джонс

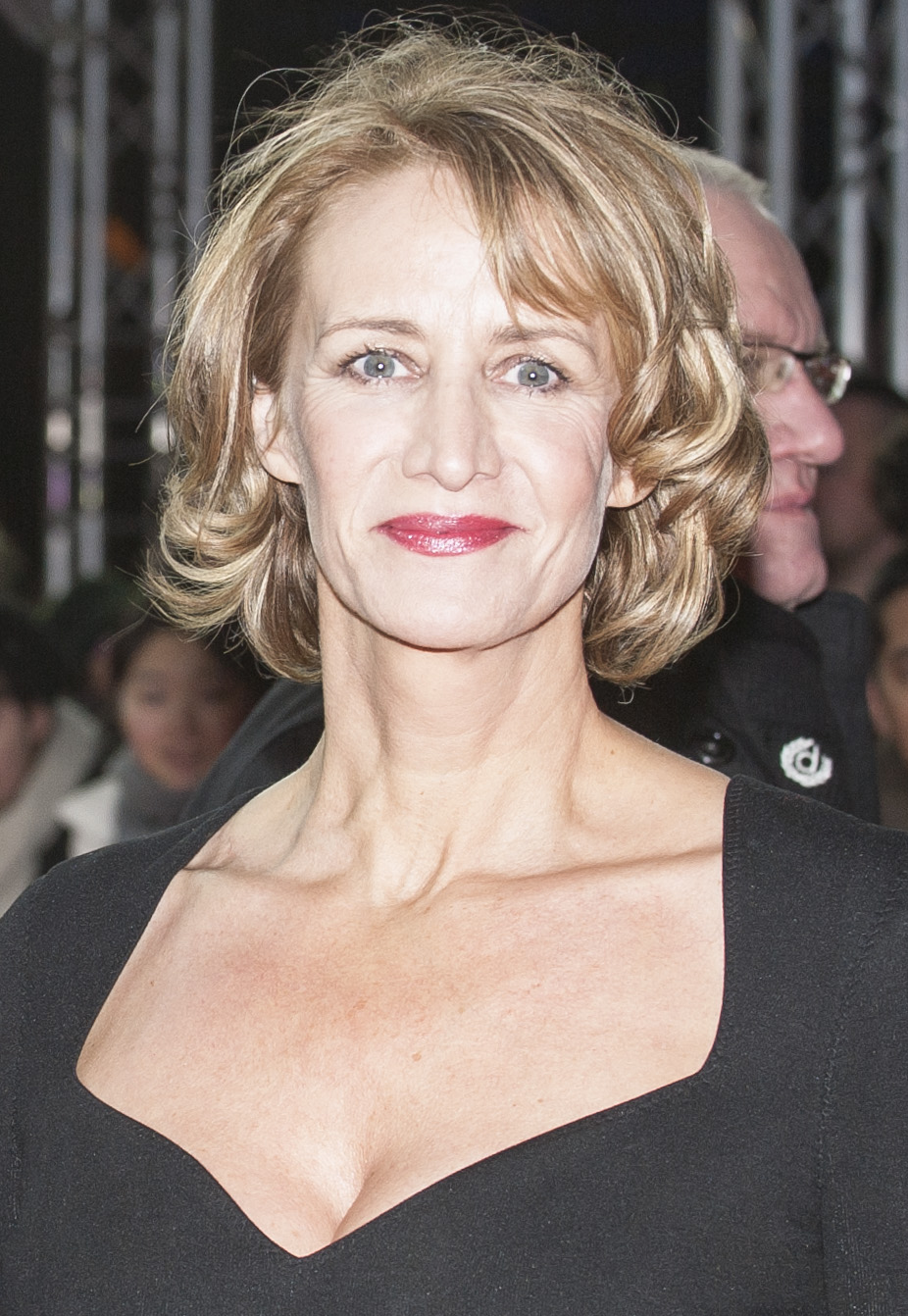
Джанет Мактир

Алиса Джонс (актрисы — Мириам Шор в первом сезоне и Джанет Мактир во втором сезоне) — мать Джессики, которая, по-видимому, погибла в автокатастрофе, когда она была маленькой. Позже выяснилось, что Карл Малус из IGH спас ей жизнь и преследовал всех, кто был связан с IGH. Позже Триш убивает Алису, когда она была на колесе обозрения с Джессикой. Детектив Коста отдал должное Джессике за то, что она избавила свою мать от страданий.

### Эрик Гелден

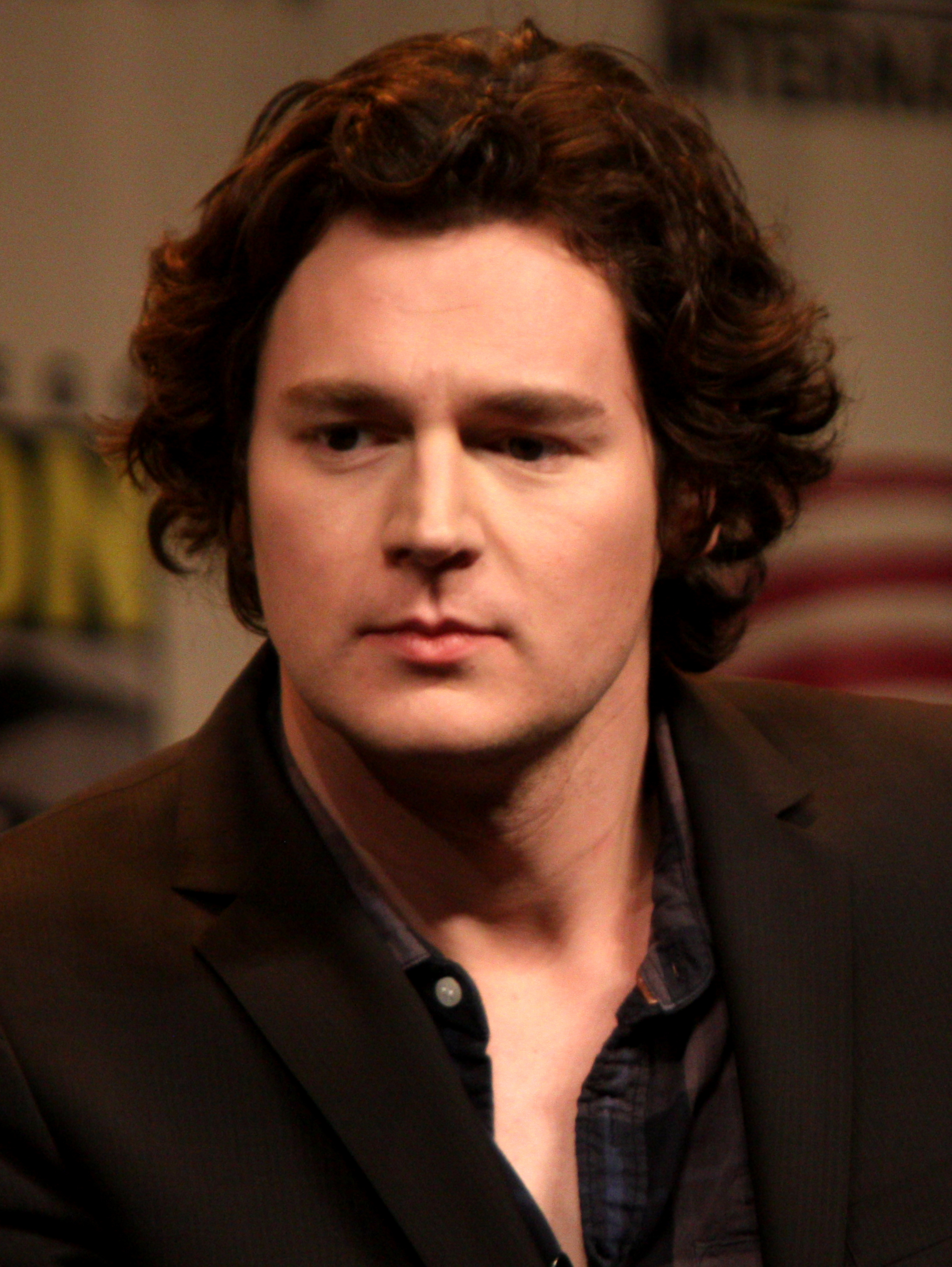
Бенджамин Уокер

Эрик Гелден (актёр — Бенджамин Уокер) — игрок со эмпатическими сверхспособностями. Он шантажировал других людей своими способностями, пока его пути не пересеклись с Грегори Сэллинджером. Эрик становится новым любовным интересом и союзником Джессики.

### Кит Лионн

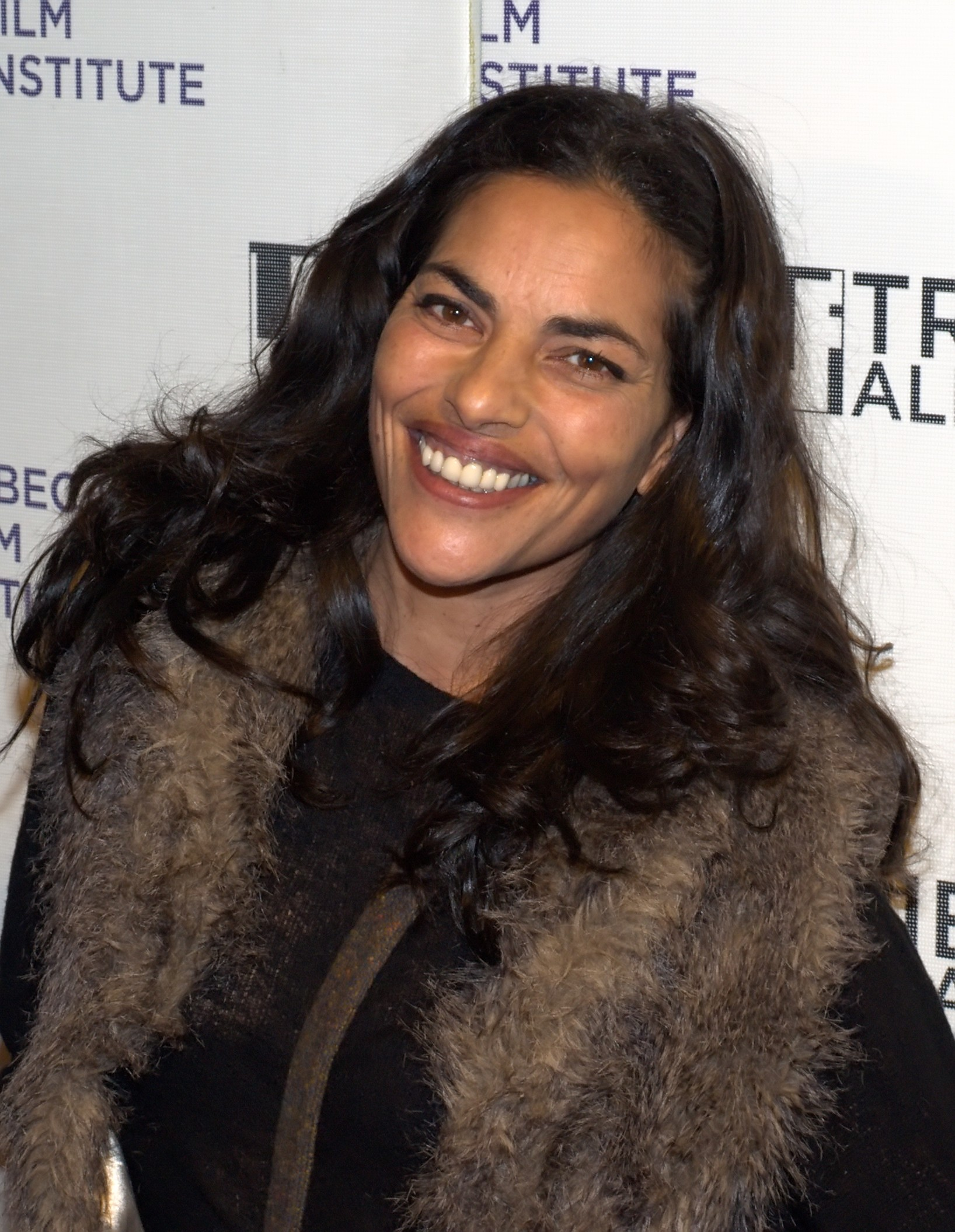
Сарита Чоудхури

Кит Лионн (актриса — Сарита Чоудхури) — жена профессора права Питера Лионна и бывшая любовница Джери Хогарт.

### Грегори Сэллинджер

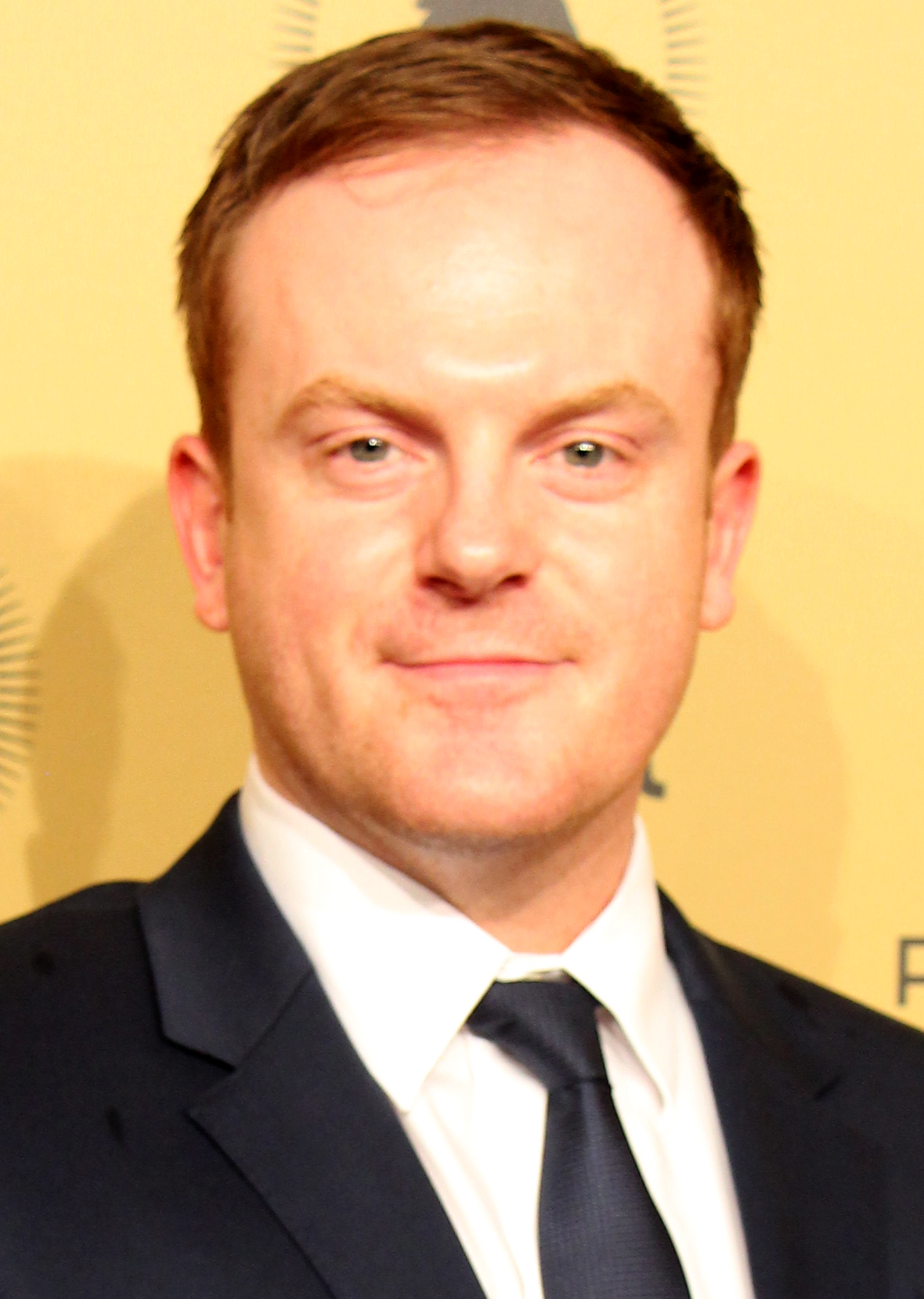
Джереми Бобб

Грегори Сэллинджер (актёр — Джереми Бобб) — убийца-психопат с высоким интеллектом и необычной одержимостью желанием убить Джессику и других могущественных существ.

### Зайя Оконджо
Зайя Оконджо (актриса — Тиффани Мак) — сотрудница Хогарт и новая девушка Малкольма.

## Второстепенные персонажи

### Представленные в первом сезоне

#### Пэм
Пэм (актриса — Сьюзи Абромейт) — ассистентка и любовница Джери Хогарт.
Абромает работала со своим менеджером, который является геем, чтобы изобразить Пэм лесбиянкой, и создала свою собственную предысторию для персонажа. Это включало детскую травму и осознание Пэм во время учёбы в колледже, что её привлекают женщины.

#### Венди Росс-Хогарт
Венди Росс-Хогарт (актриса — Робин Вайгерт) — врач и жена Джери Хогарт, с которой Хогарт разводится.

#### Николь
Николь (актриса — Николь Яннетти) — стажёр в ток-шоу Триш Уокер.

#### Рубен
Рубен (актёр — Киран Малкейр) — сосед Джессики сверху и брат-близнец Робин. Позже Килгрейв управляет его разумом, чтобы он покончил с собой.

#### Оскар Клемонс
Оскар Клемонс (актёр — Кларк Питерс) — детектив 15-го участка Департамента полиции Нью-Йорка. Позже он был убит Уиллом Симпсоном, чтобы помешать ему привлечь полицию к поискам Килгрейва.

#### Робин
Робин (актриса — Колби Минифи) — соседка Джессики сверху и сестра-близнец Рубена.

#### Клэр
Клэр (актриса — Даниэль Ферланд) — виолончелистка и жертва Килгрейва, которая становится членом группы поддержки, созданной Джессикой.

#### Эмма
Эмма (актриса — Джиллиан Гласко) — актриса и жертва Килгрейва, которая становится членом группы поддержки, созданной Джессикой.

#### Джексон
Джексон (актёр — Райан Фаррелл) — жертва Килгрейва, который становится членом группы поддержки, созданной Джессикой.

#### Дональд
Дональд (актёр — Пол Прайс) — жертва Килгрейва, который становится членом группы поддержки, созданной Джессикой.

#### Луиз Томпсон
Луиз Томпсон (актриса — Лиза Эмери) — учёная и мать Килгрейва. Позже Килгрейв вынуждает её покончить с собой.

#### Дороти Уокер
Дороти Уокер (актриса — Ребекка Де Морнэй) — жестокая мать Триш Уокер и агент по подбору талантов, которая стала приёмной матерью Джессики, когда та была маленькой. Позже она была убита Грегори Сэллинджером.

#### Альберт Томпсон
Альберт Томпсон (актёр — Майкл Сиберри) — учёный и отец Килгрейва. После того, как Альберт попытался усилить способности своего сына, Джессика позже нашла его мёртвым.

### Представленные во втором сезоне

#### Гриффин Синклер
Гриффин Синклер (актёр — Хэл Озсан) — новый парень Триш и ведущий новостей.

#### Стивен Беновиц
Стивен Беновиц (актёр — Мори Гинзберг) — один из ведущих адвокатов в «Hogarth Chao & Benowitz».

#### Чар
Чар (актриса — Рэйчел Маккеон) — профессиональный, доверенный помощник Джери Хогарт из «Hogarth & Associates».

#### Видо Арочо
Видо Арочо (актёр — Кевин Чакон) — сын Оскара Арочо, который дружит с Джессикой.

#### Эдди Коста
Эдди Коста (актёр — Джон Вентимилья) — детектив, расследующий смерти всех, кто был связан с IGH и чьи пути пересекались с Джессикой Джонс.

#### Рут Сандэй
Рут Сандэй (актриса — Лиза Тарпс) — партнёр Эдди Косты по детективным расследованиям. Она погибла, когда Алиса выпала вместе с ней из окна.

#### Карл Малус
Карл Малус (актёр — Каллум Кит Ренни) — учёный, который является одним из лидеров IGH. Он был тем, кто спас жизни Джессики Джонс и Алисы Джонс после автомобильной аварии, а позже дал силы Триш. Он покончил с собой, взорвав свою лабораторию.

#### Шейн Райбек
Шейн Райбек (актёр — Иден Мерришоу) — мошенник, работающий с Инес Грин.

### Представленные в третьем сезоне

#### Джиллиан
Джиллиан (актриса — Аниш Шет) — новая саркастичная и дружелюбная помощница Джессики. Она — трансгендер.

#### Грейс
Грейс (актриса — Джессика Фрэнсис Дьюкс) — соведущая Триш на «Style with Trish».

#### Брианна Гелден
Брианна «Берри» Гелден (актриса — Джейми Ньюманн) — сестра Эрика Гелдена и проститутка.

## Приглашённые персонажи
Ниже приведён дополнительный список приглашённых звёзд, которые появляются в небольших ролях или играют значительные эпизодические роли. Персонажи перечислены по работам в КВМ или сезонах, в которых они впервые появились.

### Представленные в других телесериалах
- Бретт Махони (актёр — Ройс Джонсон; впервые появляется в первом сезоне): Сержант полиции 15-го участка Департамента полиции Нью-Йорка.[25]
- Клэр Темпл (актриса — Розарио Доусон; впервые появляется в первом сезоне): Медсестра в Адской кухне.[49]
- Франклин «Фогги» Нельсон (актёр — Элден Хенсон; впервые появляется во втором сезоне): Адвокат в Hogarth, Chao & Benowitz.[50]
- Тёрк Барретт (актёр — Роб Морган; впервые появляется во втором сезоне): Мелкий преступник, специализирующийся на оружии.[51]
- Темби Уоллес (актриса — Тихуана Рикс; впервые появляется во втором сезоне): Репортёр новостей.

| - Рой Хили (актёр — Джозеф Рагно): Бармен, работающий на Кейджа. - Рива Коннорс (актриса — Париса Фитц-Хенли): Жена Кейджа, которая была убита Джессикой, тогда находившаяся под контролем Килгрейва - Брайан Джонс (актёр — Джеймс Колби): Отец Джессики, который погиб в автокатастрофе, когда она была маленькой. - Филлип Джонс (актёр — Билли Макфадден): Младший брат Джессики, который погиб в автокатастрофе, когда она была маленькой. Основан на персонаже комиксов «Филлипе Кэмпбелле», который впервые появился в Alias #22 (июль 2003). - Лен Сиркс (актёр — Бретт Азар): Ростовщик, с которым Джессика и Кейдж сталкиваются во время расследования дела. Основан на персонаже комиксов «Одинокой Акуле», который появился в Marvel Assistant-Sized Spectacular #2 (июнь 2009). - Миклош Козлов (актёр — Томас Копаче): Врач и член IGH, который руководил программой, дававшей Симпсону его экспериментальные таблетки. - Мори Таттлбаум (актёр — Дэниел Маркус): Служащий морга в медицинском центре Ривербэнк. - Саманта Рейес (актриса — Мишель Хёрд): Окружной прокурор. Стэн Ли появляется в качестве камео на фотографии, такой же, что и была в «Сорвиголове». В «Железном кулаке» персонаж Ли идентифицирован как капитан полиции Нью-Йорка Ирвинг Форбуш. | - Линда Чао (актриса — Энджел Десаи): Партнер Хогарта и Беновица в Hogarth, Chao & Benowitz. - Закарян (актриса — Жаклин Антарамян): Врач Хогарт. - Роберт Коулман / Волчок (актёр — Джей Клэйц): Субъект IGH, обладающий сверхскоростью. - Иэн (актёр — Энтони Грассо): Глава радиостанции Уокер. - Максимиллиан «Max» Тейтум (актёр — Джеймс Маккэффри): Кинорежиссёр с ужасным прошлым вместе с Уокер. - Мэйнард Тиболдт (актёр — Бен Ван Берген): Гипнотерапевт, нанятый Триш для обследования Джессики. - Соня Арочо (актриса — Виктория Картахена): Бывшая жена Оскара, которая прибегает к похищению их сына Видо. - Стирлинг Адамс (актёр — Мэт Вэйро): Бывший бармен, который недолго встречается с Джессикой, но его убивает её мать. - Рональд Гарсия (актёр — Альфредо Нарцисо): Руководитель вещательного центра ZCN. - Дейл Холидей (актёр — Брайан Хатчинсон): Тюремный охранник-садист и серийный убийца. - Торрес (актриса — Мирна Кабелло): Врач, которая ухаживает за Уокер. Ли снова появляется в качестве камео на фотографии в рекламе юридической фирмы «Forbush and Associates». |

### Представленные в третьем сезоне
- Кэсси Ясдан (актриса — Райли Скай Макдональд): Молодая девушка, которую забрал в Мексику её отец. Джессика вернула Кэсси её матери.
- Митч Ясдан (актёр — Грег Эбби): Мужчина, который забрал свою дочь Кэсси у её матери после того, как не получил опеку над ней, что вызвало янтарную тревогу.
- Коди Уилламет (актёр — Данте Костабил): Спортивный деятель и клиент Хогарт, который постоянно выпутывается из неприятностей.
- Эндрю Брандт (актёр — Matt Weiss): Мелкий преступник, которого разыскивают Триш и Джессика.
- Эдриан (актёр — Блейк Моррис): Персональный тренер Триш.
- Питер Лионн (актёр — Джон Бенджамин Хики): Муж Кит Лионн, профессор права, который состоит в открытых отношениях. Он покончил с собой в своей ванне, загружая видео, которое навлекло дурную славу на компанию Hogarth & Associates.
- Сэл Бласковски (актриса — Барбара Тиррелл): Букмекер, которой Эрик задолжал денег. Её случайно ранила замаскировавшаяся Триш.
- Дуэйн Бласковски (актёр — Эйрон Армстронг): Сын Сэл.
- Гор (актёр — Ивица Марк): Сутенёр Брианны Гелден.
- Лоран Лионн (актёр — Майкл Сюй Розен): Старший сын Питера и Кит Лионн.
- Каспар Маркс (актёр — Карран Коннор): Шеф-повар и одна из жертв Сэлинджера, который пережил время, проведённое с ним.
- Ронни Веласко (актриса — Мэри Макканн): Начальник полиции Уоппингер-Фоллс, который доставляет неприятности Джессике. Когда Джессика опрокинула беседку Сильвы и начала бить кулаками по земле, Ронни попыталась остановить её, но Триш удержала её, пригрозив выложить в сеть её вмешательство. Когда Джессика закончила, Ронни стала свидетельницей того, как извлекли мешок, в котором лежал труп Натана Сильвы.
- Ана Сильва (актриса — Матео Гомес): Мать Натана Сильвы, проживающая в Уоппингер-Фоллс, которая неохотно рассказывала Джессике о дружбе Грегори Сэллинджера с её сыном. Когда Джессика откопала труп Натана из-под беседки семьи Сильвы, Ана была опустошена смертью своего сына.
- Мануэль Сильва (актёр — Летисия Кастильо): Отец Натана Сильвы, проживающего в Уоппингер-Фоллс, который сообщил Джессике о дружбе Грегори Сэллинджера со своим сыном. Когда Джессика откопала труп Натана из-под беседки семьи Сильва, Мануэль был потрясён тем, что его сын был убит и похоронен на его заднем дворе.
- Рассел Коста (актёр — Пако Лозано): Муж Эдди Косты.
- Джоби (актёр — Скотт Стэнглэнд): Приманка, нанятая Сэллинджером.
- Мона Ли (актриса — Эллен Ма): Работник компании GT Agrochemical, которая была возможной целью Сэллинджера.
- Офицер Карл Нассбаумер (актёр — Ларри Митчелл): Коррумпированный полицейский, которого Эрик Гелден угрожал разоблачить.
- Детектив Имада (актриса — Тина Чилип): Детектив, которая подозревает, что Джонс убила Нуссбаумера.
- Детектив Деффорд (актёр — Антула Катсиматидес): Детектив, который подозревает, что Джонс убила Нуссбаумера.
- Джейс Монтеро (актёр — Ческей Спенсер): Застройщик, совершивший поджоги по всему городу.